# Conor O’Farrell
Conor O’Farrell (geboren am 13. Januar 1956) ist ein US-amerikanischer Fernsehschauspieler.

## Leben und Karriere
O’Farrell besuchte die Edgewood High School in West Covina, Kalifornien. Er spielte dort gern Basketball, beschloss aber, Schauspieler zu werden.
O’Farrells bekannteste Rollen als Schauspieler sind Darren Leopold in der Seifenoper Port Charles, Phil Albano in der kurzzeitigen Science-Fiction-Serie Dark Skies – Tödliche Bedrohung und als Vizesheriff Jeffrey McKeen in CSI: Crime Scene Investigation. Er hatte wiederkehrende Rollen in Fernsehshows der 1980er wie in Murder One, Party of Five, Buffy – Im Bann der Dämonen, Without a Trace – Spurlos verschwunden, 24, Medium – Nichts bleibt verborgen und als Dr. Sledge in The Pacific.
1995 verkörperte er in der Episode Little Green Men der Serie Star Trek: Deep Space Nine die Rolle des Prof. Carlson. 1998 wirkte er in der HBO-Miniserie From the Earth to the Moon mit, in der er Jim McDivitt spielte. 1999 war er zusammen mit Kevin Bacon im Thriller Echoes – Stimmen aus der Zwischenwelt zu sehen und 2002 zusammen mit David Caruso in CSI: Miami als Charlie Berenger in der Episode Losing Face. 2006 war er als Brogan „Sarge“ Cooper in Cold Case zu sehen.

## Filmographie (Auswahl)
- Hunter (1989) als Lenny Pike
- Anklage aus dem Jenseits (1991) als Bennett Massell
- Die Mutter der Braut (1993) als Andrew
- Hilflos ausgeliefert (1994) als Detective John Avery
- Der große Stromausfall – Eine Stadt im Ausnahmezustand (1996) als Polizeioffizier #1
- Echoes – Stimmen aus der Zwischenwelt (1999) als Harry
- CSI: Miami (2002, eine Episode) als Charlie Berenger
- Meet Bill (2007) als Direktor
- Flash of Genius (2008) als Chris Finley
- The Hunter’s Moon (2009) als Pat Garrett
- Legacy (2010) als Bill Epstein
- Der Mandant (2011) als Judge Orton Powell
- CSI: Vegas (2005–2012, 13 Episoden) als Vizesheriff Jeffrey McKeen
- Angel’s Perch (2013) als Jacobson
- See You in Valhalla (2015) als Woody Burwood